# Pohlia brevireticulata
Pohlia brevireticulata là một loài rêu trong họ Bryaceae. Loài này được Warnst. mô tả khoa học đầu tiên năm 1915.